# Futuroscope
Il Futuroscope è un parco divertimenti orientato alla multimedialità situato a nord di Poitiers. Si tratta dell'unico luogo in Francia in cui si trovano tutti i tipi di schermo IMAX.
Nel 2019, il parco ha attratto 1,9 milioni di visitatori.

## Storia
La costruzione del parco iniziò l'11 dicembre 1984 con la posa della prima pietra da parte di René Monory, padre del progetto e allora presidente del Consiglio generale del dipartimento della Vienne, che lesse il giorno dell'inizio dei lavori un discorso scritto dal divulgatore scientifico Albert Ducrocq.
L'apertura al pubblico avvenne il 31 maggio 1987, lo stesso anno dell'apertura del parco divertimenti Zygofolis. Nel 2010, il Futuroscope ha superato i 40 milioni di visitatori totali. Negli anni il numero di cinema presenti è aumentato e le attrazioni sono state regolarmente rinnovate. Il Futuroscope impiega 750 persone, di cui 380 a tempo indeterminato (dati aggiornati al 2012).
Dopo essere stato venduto al gruppo Amaury, il parco del Futuroscope è stato gestito dal 2002 da una Società ad Economia Mista Locale (SEML) i cui principali azionisti erano il Dipartimento della Vienne (60%) e la Regione Poitou-Charentes (20%) mentre la quota rimanente (20%) è detenuta da privati. In seguito, nel 2011, la Compagnie des Alpes ha acquistato una consistente quota azionaria dal dipartimento (43%), mentre il resto è diviso tra una società pubblica di proprietà della Vienne (38%) e altri azionisti minoritari (19%).
L'emblema del parco è il padiglione del Futuroscope, una sfera posata su un triangolo rettangolo, che rappresenta l'architettura moderna basata su forme geometriche semplici.
Nel parco le attrazioni non esistono fisicamente, ovvero non vi si possono trovare reali montagne russe, giostre e simili, ma soltanto quelle simulate all'interno dei diversi cinema.
La località ha ospitato in più occasioni il Tour de France, due delle quali (1991 e 2000) come partenza.

## Principali attrazioni

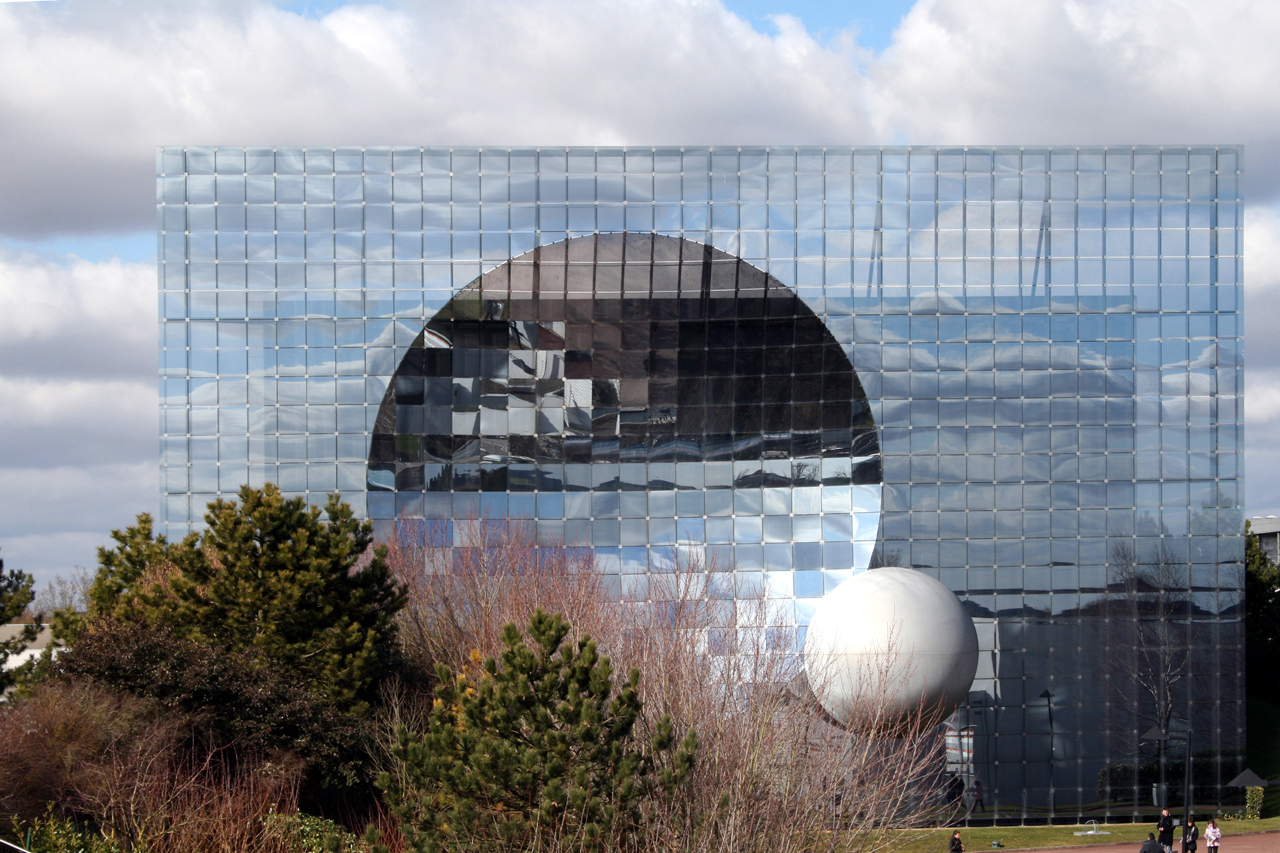
Un edificio del parco

- Cinema dinamico con diverse proiezioni di filmati
- Arthur, l'avventura 4D: attrazione incentrata su il personaggio del cartone animato Arthur e il popolo dei Minimei
- Danza dei robot
- Sotto i mari del mondo
- La torre panoramica ruotante: Gyrotour

## La tecnopoli del Futuroscope
Sotto l'impulso del Consiglio generale della Vienne, si è sviluppata su 200 ettari intorno al parco una tecnopoli, organizzata in 5 teleporti. Vi si sono installate più di 200 imprese ed un complesso alberghiero con più di 1900 camere.
Il sito comprende tra l'altro i locali del CNED, il liceo d'innovazione pilota di Jaunay-Clan, un'antenna dell'ESCEM, un corso formativo della facoltà di diritto di Poitiers (il Magistère in diritto dei TIC), una parte della facoltà di scienze di Poitiers (il SP2MI) e la ENSMA dal 1991), l'IAAT.